# Auditing: A Journal of Practice & Theory
Auditing: A Journal of Practice & Theory ist eine wirtschaftswissenschaftliche Fachzeitschrift, deren Schwerpunkt die Auseinandersetzung mit Themen rund um die Wirtschaftsprüfung ist. Das international ausgerichtete Periodikum wird von der American Accounting Association in den USA herausgegeben und erscheint vierteljährlich mit wechselnder Anzahl an Ausgaben.

## Hintergrund
Die Zeitschrift wurde 1981 erstmals herausgegeben. Das Themenspektrum umfasst alle Aspekte rund um Prüfungstätigkeiten und umschließt sowohl externe wie interne Prüfungstätigkeiten sowie weitere Testatsleistungen. Aktueller Chefredaktor ist Christopher Agoglia von der University of Massachusetts Amherst.